# King Vidor
King Wallis Vidor (ur. 8 lutego 1894 w Galveston, zm. 1 listopada 1982 w Paso Robles) – amerykański reżyser, scenarzysta i producent filmowy, którego kariera trwała 67 lat. Był pięciokrotnie nominowany do Oscara.

## Życiorys
Jako reżyser zadebiutował w 1913 krótkometrażowym filmem Hurricane in Galveston. Wcześniej uczył się w szkole kadetów i pracował jako operator kinowy w Galveston. W 1915 roku pojawił się w Hollywood, gdzie, zanim wyreżyserował pierwszy film (The Turn in the Road w 1919), pracował jako scenarzysta. Od 1920 roku posiadacz własnego studia filmowego Vidor Village (zamknięte w 1922). Od 1922 współpracownik wytwórni Goldwyn Pictures, a następnie, od 1924, Metro-Goldwyn-Mayer. Jego film Wielka parada (1925) odniósł znaczący sukces kasowy – był to najbardziej kasowy film dekady.
Kariera reżysera filmowego Kinga Vidora trwała dalej po wejściu na ekrany filmów dźwiękowych i kręcił on nadal filmy fabularne, aż do lat 50. XX wieku.
Vidor znalazł się w Księdze Rekordów Guinnessa za najdłuższą karierę filmową – od 1913 (Hurricane in Galveston) do 1980 (film dokumentalny The Metaphor).

## Wybrana filmografia
- 1913: Hurricane in Galveston
- 1920: Rodzinny honor (The Family Honor)
- 1921: Miłość nigdy nie umiera (Love Never Dies)
- 1922: Peg o' My Heart
- 1922: Dusk to Dawn
- 1924: Żona Centaura (The Wife of the Centaur)
- 1924: Wino młodości (Wine of Youth)
- 1925: Wielka parada (The Big Parade)
- 1926: Cyganeria (Boheme, La)
- 1928: Człowiek z tłumu (The Crowd)
- 1928: Show People
- 1928: The Patsy
- 1929: Dusze czarnych (Hallelujah!)
- 1930: Not So Dumb
- 1930: Billy the Kid
- 1931: Mistrz (The Champ)
- 1931: Wielkomiejskie ulice (Street Scene)
- 1932: Rajski ptak (Bird of Paradise)
- 1932: Byłem ci wierny, Cynaro (Cynara)
- 1933: The Stranger's Return
- 1934: Nasz chleb powszedni (Our Daily Bread)
- 1935: So Red the Rose
- 1935: Noc weselna (The Wedding Night)
- 1936: The Texas Rangers
- 1937: Stella Dallas
- 1938: Złudzenia życia (The Citadel)
- 1939: Czarnoksiężnik z Oz (The Wizard of Oz)
- 1940: Towarzysz X (Comrade X)
- 1940: Północno-zachodnie przejście (Northwest Passage)
- 1944: An American Romance
- 1946: Pojedynek w słońcu (Duel in the Sun)
- 1948: On Our Merry Way
- 1949: Za lasem (Beyond the Forest)
- 1951: Lightning Strikes Twice
- 1952: Ruby Gentry
- 1952: Japanese War Bride
- 1955: Człowiek bez gwiazdy (Man Without a Star)
- 1956: Wojna i pokój (War and Peace)
- 1959: Salomon i Królowa Saby (Solomon and Sheba)

## Nagrody
- Nagroda Akademii Filmowej 1979: Całokształt twórczości
- Nagroda na MFF w Wenecji
  - 1982: Honorowy Złoty Lew za całokształt twórczości
  - Najlepsza reżyseria: 1935: Noc weselna